# 望德堂區

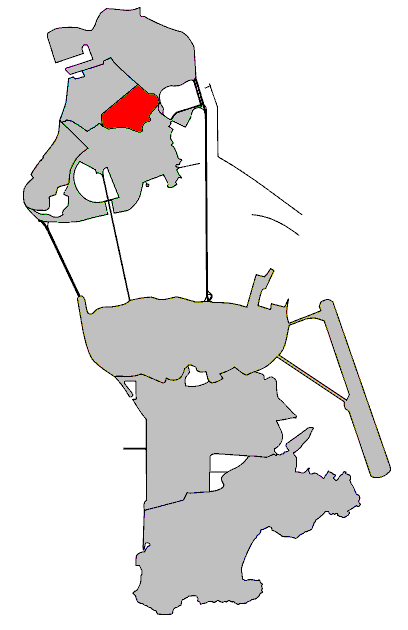
澳門望德堂區位置

望德堂區位於澳門半島中部，除了是澳門半島上五個堂區之中最小的一個，亦是澳門唯一一個內陸堂區。
- 面積：0.64平方公里（佔澳門半島6.9%）[2]
- 人口：約33,400（佔全澳門人口6.1%）[3]
- 人口密度：約52,000人每平方公里

望德堂區被花地瑪堂區、聖安多尼堂區和大堂區包圍，其中三分之一的面積為東望洋山。
本堂區南部為商業區，中部為普通住宅區，北部和東部則有很多高層住宅。
望德堂區有很多古舊的葡式建築仍然被保留下來，最具代表性的是婆仔屋。